# Agapornis
Agapornis es un género de aves psitaciformes de la familia Psittacidae, cuyos miembros son nativos de África, y son conocidos comúnmente como inseparables, periquitos de amor o aves del amor.
Son loros pequeños, de cola corta y de plumaje muy colorido. El tamaño de las nueve especies está comprendido entre 13 y 16 cm. Se alimentan de semillas, frutas y yemas. Tienen una vida media entre diez y doce años (aunque no es difícil que en cautividad y con unos cuidados adecuados puedan llegar a vivir hasta quince años). Cinco de sus miembros destacan por construir su nido en las ramas de los árboles en lugar de anidar en cavidades como la mayoría de los psitaciformes.
Suelen ser animales bastante confiados con el ser humano, aunque mucho más con los de su propia especie y otras aves. Por norma general no suele ser un animal violento ni suele atacar, salvo que se sienta muy amenazado.

## Taxonomía

Filogenia del género Agapornis basada en estudios genéticos. La especie con línea roja todavía no ha sido ubicada en la filogenia, pero pertenece a este género.

El género Agapornis fue introducido por Prideaux John Selby en 1836. El nombre combina el griego antiguo αγάπη agape ('amor') y όρνις ornis ('ave'), es decir 'aves del amor'. El género contiene nueve especies de las cuales cinco son monotípicas y cuatro se dividen en subespecies. Son nativos del continente africano y de la isla de Madagascar.

## Descripción
Los inseparables miden de 13 a 17 cm de largo, hasta 24 cm de envergadura con 9 cm para una sola ala y de 40 a 60 g de peso. Se encuentran entre los loros más pequeños, caracterizados por una constitución robusta, una cola corta y roma y un pico relativamente grande y afilado. Los inseparables de tipo salvaje son en su mayoría verdes con una variedad de colores en la parte superior del cuerpo, según la especie. El inseparable de Fischer, el inseparable cachetón y el inseparable cabecinegro tienen un prominente anillo ocular blanco. Se han producido muchas mutaciones de color mediante la cría selectiva de las especies que son populares en la avicultura.

## Nidificación
A diferencia del resto de psitaciformes que anidan en cavidades, cinco de las especies del género (además de la cotorra argentina) se caracterizan por construir su nido en las ramas de los árboles. Dependiendo de las especies la hembra acarreará el material para el nido de varias formas. El inseparable de Namibia inserta los materiales de construcción entre las plumas del obispillo, mientras que el cabecinegro los lleva en el pico. Una vez que empiezan la construcción del nido comienza el apareamiento. Durante esta época se aparean repetidamente. La hembra pone entre tres y seis huevos en días consecutivos.

## Especies
| Especies de Agapornis                            | Especies de Agapornis | Especies de Agapornis                                              | Especies de Agapornis |
| Nombre científico y nombre común                 | Imagen                | Distribución                                                       |                       |
| ------------------------------------------------ | --------------------- | ------------------------------------------------------------------ | --------------------- |
| Inseparable de Namibia (Agapornis roseicollis)   |                       | Sudoeste de África                                                 |                       |
| Inseparable cabecinegro (Agapornis personatus)   |                       | Noreste de Tanzania                                                |                       |
| Inseparable de Fischer (Agapornis fischeri)      |                       | Sur y suroeste del Lago Victoria en el norte de Tanzania           |                       |
| Inseparable de Nyasa (Agapornis lilianae)        |                       | Malaui                                                             |                       |
| Inseparable cachetón (Agapornis nigrigenis)      |                       | Del suroeste de Zambia al noreste de Namibia y noreste de Botsuana |                       |
| Inseparable abisinio (Agapornis taranta)         |                       | Del sur de Eritrea al suroeste de Etiopía                          |                       |
| Inseparable carirrojo (Agapornis pullarius)      |                       | Gran parte del centro de África                                    |                       |
| Inseparable malgache (Agapornis canus)           |                       | Madagascar                                                         |                       |
| Inseparable acollarado (Agapornis swindernianus) |                       | África Ecuatorial                                                  |                       |